# ۱۱۷۶ (قمری)
۱۱۷۶ (قمری)، هزار و صد و هفتاد و ششمین سال در گاهشماری هجری قمری است. اول محرم این سال برابر با بیست و سوم ژوئیه سال ۱۷۶۲ میلادی است.